# Bicker (geslacht)

Familiewapen (1815)

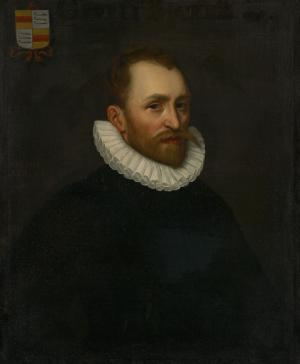
Gerrit Pietersz Bicker (1554-1604), Amsterdams Historisch Museum, 17e eeuw

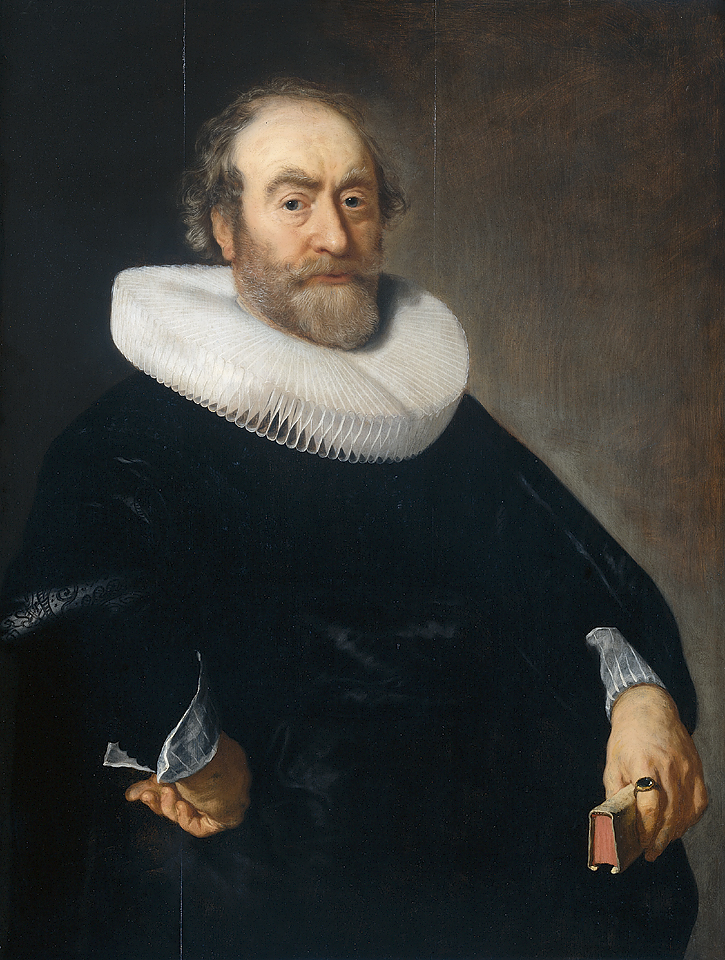
Andries Bicker (1586-1652) door Bartholomeus van der Helst, Rijksmuseum Amsterdam (1642)

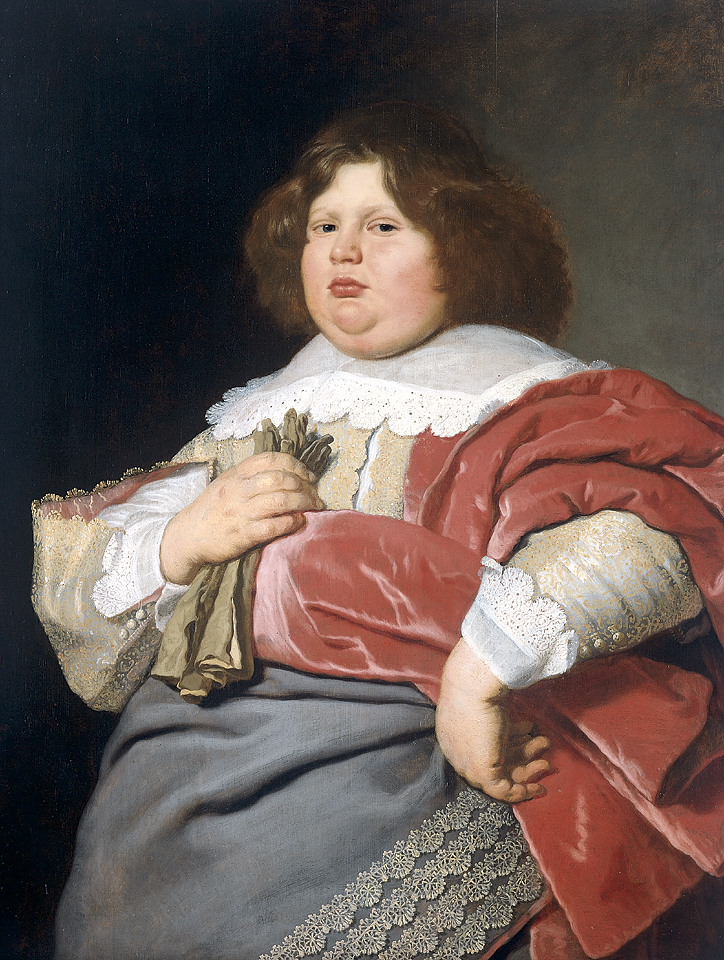
Portret van Gerard Andriesz Bicker (1622 - 1666), door Bartholomeus van der Helst, Rijksmuseum Amsterdam

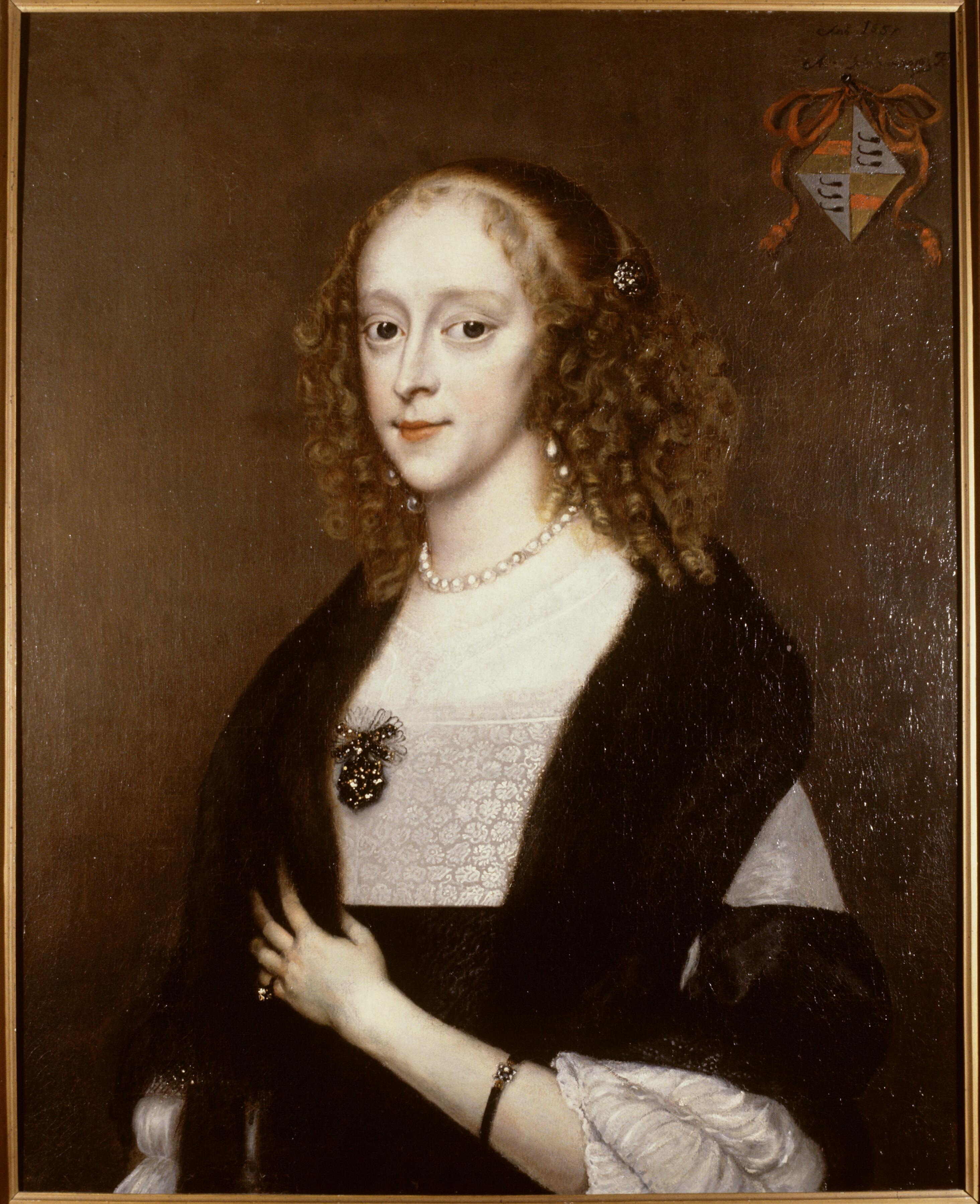
Wendela Bicker (1635-1668) door Adriaen Hanneman, 1659

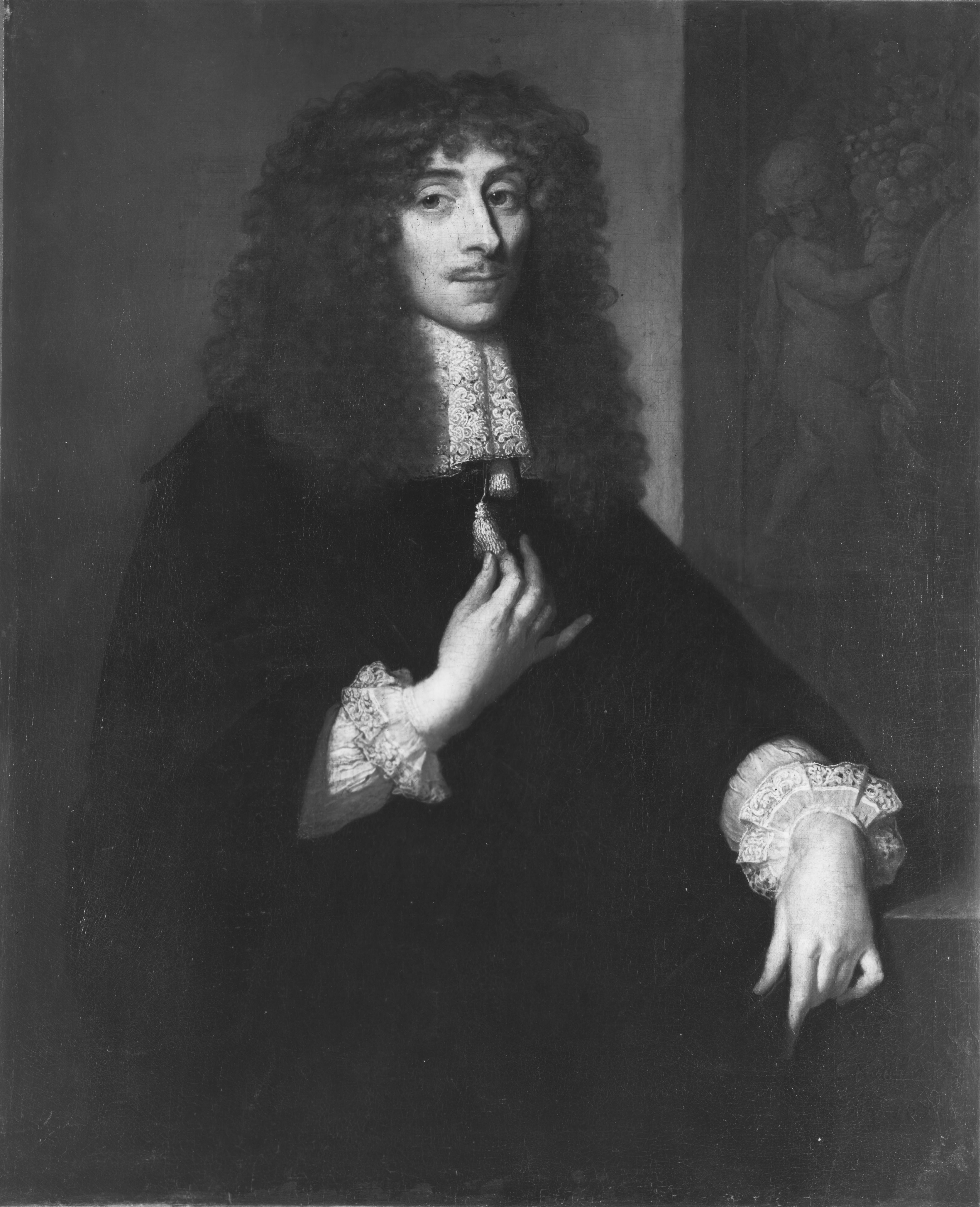
Gerard Bicker (I) van Swieten door Caspar Netscher

De familie Bicker was een invloedrijk regentengeslacht uit de 16e en 17e eeuw in Amsterdam. De familie Bicker heeft samen met het verzwagerde geslacht De Graeff een halve eeuw het bestuur over de stad Amsterdam en indirect het gewest Holland in handen gehad. Het geslacht Bicker behoort tot de weinige patricische families, waarvan leden én vóór én ná de Alteratie van 1578 in het bestuur van de stad zaten. De Bickers steunden in 1628 de remonstranten in een oproep tot meer verdraagzaamheid en tolerantie. De familie Bicker wist zich tot 1672 te handhaven.
Bartholomeus van der Helst (1613-1670) schilderde verschillende leden van de familie Bicker.
Een tak van de familie Bicker behoort sinds 1815 tot de Nederlandse adel van het koninkrijk met het predicaat jonkheer/jonkvrouw. Ook onder het koninkrijk bekleedden zij nog bestuursfuncties in Amsterdam en omstreken tot in de 20e eeuw.

## Geschiedenis
De stamreeks begint met Dirck Helmer die in 1383 en 1391 in Amsterdam wordt vermeld waarmee het geslacht Bicker een van de oudst bekende nog bloeiende geslachten van de Noordelijke Nederlanden is. Zijn zoon Jan Helmer Dirckszn was in 1428 schepen en in 1433 burgemeester van Amsterdam. Zijn kleinzoon Gheryt van den Anster nam de naam van zijn moeder aan, en was schepen van Amsterdam in 1476 en 1495; hij trouwde met Machtelt Peter Bickersdr waarna hun zoon mr. Pieter Bicker (1497-1567) op zijn beurt de naam van zijn moeder aannam. Hierna voerden alle nakomelingen van dit geslacht de naam Bicker.
Pieter Gerritsz. Bicker (1497-1567) voerde als eerste de naam Bicker, ontleend aan de familie van zijn moeder. De leden van de familie Bicker kregen in het begin van de zestiende eeuw een steeds belangrijkere rol binnen het bestuur van Amsterdam. Claes Bicker was baljuw van Amstelland. Hendrik Jacobsz. Bicker werd na de Alteratie van Amsterdam burgemeester. Door hun relaties met andere Hollandse patriciërs zoals de Boelens Loen, De Graeff, Witsen en Hooft won de familie Bicker ook snel aan invloed buiten deze stad, zodat ten tijde van de Gouden Eeuw verschillende Bickers belangrijke functies bekleedden binnen de VOC en andere belangrijke instanties. In 1646 - toen de Republiek op het hoogtepunt van haar macht stond - bekleedden zeven leden van de familie Bicker tegelijkertijd een politieke functie. In de 17e eeuw behoorden de families Bicker en Bicker van Swieten tot de rijkste families van het gewest Holland.
De leden van de familie Bicker, de zogenaamde Bickerse ligue, steunden samen met Jacob de Witt en Cornelis de Graeff de Vrede van Munster. Samen met enkele andere regentengeslachten streefde de familie Bicker naar de volledige soevereiniteit van de republikeinse regenten naar voorbeeld van de Republiek Venetië, en voor de afschaffing van de stadhouderschap van het Huis van Oranje. Tot hun politieke tegenstanders behoorden de stadhouders uit het huis van Oranje-Nassau en de Amsterdamse regentengeslachten Pauw (met name Reinier Pauw) Schaep en Valckenier.

## Enkele telgen

### Onder het ancien régime
Pieter Bicker (1522-1585), zoon van mr. Pieter Bicker (1497-1567), brouwer te Amsterdam. In 1575 werd hij verdacht betrokken te zijn bij de voorbereiding van een aanslag op Amsterdam en is hij verbannen uit de stad. Hij had drie zonen: Gerrit, Laurens en Jacob, en een dochter: Dieuwer Jacobs (1584-1641). Zij was een dochter uit zijn tweede huwelijk en trouwde Jan van Helmont; zij is geschilderd door Jacob Backer als regentes.
- Gerrit Bicker (1554-1604), ambachtsheer van Amstelveen en Nieuwer-Amstel, brouwer op de Oudezijds Voorburgwal en bewindhebber van de Compagnie van Verre en de Compagnie op Guinee. Hij verkocht zijn brouwerij op de Grimburgwal, en werd handelaar op de Witte Zee; trouwde met Alijd Boelens; een van zijn zonen legde de eerste steen voor de Zuiderkerk
  - Andries Bicker (1586-1652), heer van Engelenburg, regent en burgemeester van Amsterdam, bewindhebber van de VOC, gedeputeerde der Staten-Generaal, diplomaat naar Zweden, Polen en Denemarken. Na de Vrede van Munster pleitte hij voor het afdanken van een groot deel van het Staatse leger en raakte daarbij in een heftig conflict met zijn tegenstanders. Hij woonde op de Kloveniersburgwal bij de Oudemanhuispoort
    - Gerard Andriesz. Bicker (1622-1666), heer van Engelenburg bij Herwijnen, drost van Muiden; trouwde in 1656 tegen de wil van zijn vader met Alida Conings. Zijn portret is geschilderd door Van der Helst.

  - Jacob Bicker (1588-1647), heer van Engelenburg, richtte zich voornamelijk op de handel op de Oostzee; trouwde met Christina de Graeff (1609-1679). Jacob woonde in het voorvaderlijk huis op de Niezel en was eigenaar van 'Pijnenburg', een landgoed dat werd verkocht aan Sara de Wael
  - Jan Bicker (1591-1653), Amsterdamse regent en burgemeester, bewoner van en grootste eigenaar op het Bickerseiland, die daar vooral actief was rond 1645
    - Wendela Bicker (1635-1668), echtgenote van Johan de Witt
    - Jacoba Bicker (1640-1695), echtgenote van Pieter de Graeff; werd geschilderd door Jurriaen Ovens, Caspar Netscher en Wallerant Vaillant

  - Cornelis Bicker (1592-1654), heer van Swieten, was nooit lid van de vroedschap maar wel drie keer burgemeester; bewindhebber van de West-Indische Compagnie; getrouwd met Aertge Witsen. Op 30 juli 1650 bracht hij de schutterij in paraatheid met het oog op een aanval op Amsterdam door Willem II van Oranje. Er werden 2.000 waardgelders aangenomen. Zijn dochter Margaretha Bicker van Swieten (1619-97) trouwde in 1662 met Cornelis Geelvinck.
    - Gerard Bicker van Zwieten (1632-1716), vrijheer van Oud-Haarlem en Kortenbosch, gedeputeerde ter rekenkamer van Holland, raad en rekenmeester van de domeinen van Holland; trouwde met Catharina van Sypesteyn.
      - Gerard Bicker (II) van Zwieten (1687-1753), baanderheer van de Baronie en Hooge heerlijkheid Kessel, heer van Heikoop en Boeikoop, raad van Amsterdam

  - Claes Bicker (1593-), investeerder in de Jordaan, kocht ettelijke erven van Frans Jacobsz. Hinlopen.
- Laurens Bicker (1563-1606), stichtte in 1597 samen met zijn broer Gerrit de Compagnie van Guinee, vertrok op 4 augustus 1598 als admiraal met honderd man,[6] waaronder Cornelis van Heemskerck naar Guinea en de Rio de la Plata en Uruguay.[7] Gerard le Roy en Laurens Bicker leidden op 28 januari 1601 de twaalfde expeditie naar Indië, uitgerust door de Vereenigde Zeeuwse Compagnie, een voorcompagnie. Bicker kreeg Frederik de Houtman vrij en toestemming in Atjeh een factorij te stichten.[8]
- Jacob Bicker (1581-1626), koopman, heemraad, raad in de vroedschap van Amsterdam
  - Roelof Bicker (1611-1656), kapitein van de schutters op de Lastage,[9] raad van Amsterdam, is geschilderd op een schuttersstuk, maar ook geportretteerd door Bartholomeus van der Helst.[10] Hij was getrouwd met Agatha Vlaming van Oudtshoorn
  - Jacob Bicker (1612-1676) was militair in het Staatse leger; hij trouwde met Alida Bicker, vrouwe van Engelenburg (1620-1702).
    - Jacob Bicker (1644-1700); trouwde in 1668 met Catharina van Wisselt en in 1670 met Anna Maria Scott (1651-1706). Hun dochter Alida Catrina Bicker (1671-1755) trouwde met Joan Raye (1660-1712).  Hun zoon Johan Raye van Breukelerwaard was gouverneur van Suriname. Zijn broer Jacob Bicker Raye (1703-1777), schrijver en chroniqueur tussen 1732-1772, noemde zich Bicker Raye naar zijn moeder. Hij was kapitein in de schutterij. Hij woonde aan het einde van zijn leven op de hofstede Geesbergen in Maarssen

  - Hendrick Bicker (1615-1651), onder andere kapitein burgerij; trouwde in 1639 met Eva Geelvinck (1619-1698). Het paar is geschilderd door Joachim von Sandrart.
    - Jacob Bicker (1642-1713); trouwde in 1695 met de weduwe Sara Hinlopen;
    - Mr. Hendrik Bicker (1649-1718), in 1713 en 1717 burgemeester van Amsterdam, trouwde in 1681 met Maria Schaep (1658-1725), eigenaars van Schaep en Burgh. Zij zijn geschilderd door Michiel van Musscher; bewoonden Nieuwezijds Voorburgwal 282.
      - Hendrik Bicker (1682-1738), ambachtsheer van Amstelveen en Nieuwer-Amstel, burgemeester van Amsterdam; fiscaal bij de Admiraliteit van Amsterdam; hertrouwde in 1731 met Catharina Cornelia Backer. Hij bewoonde Nieuwezijds Voorburgwal 282.
      - Mr. Jan Berend Bicker (1695-1750), koopman en lid van de bankiersfirma Andries Pels en Soonen; eigenaar van een suikerplantage in Suriname.[11] Hij bewoonde Herengracht 527, dat hij in 1725 kocht van de erven van Constantin Ranst. Hij was drossaert van Muiden, baljuw van het Gooi, en schout van Weesp en Weesperkarspel; trouwde in 1720 met Johanna Sara Pels, dochter van genoemde Andries Pels
        - Henrick Bicker (1722-1783), koopman en bankier, schepen van Amsterdam; trouwde in 1745 Clara Magdalena Dedel (1727-1778). Het echtpaar is met pastel getekend door Jean-Étienne Liotard.
          - Mr. Jan Bernd Bicker (1746-1812), patriots politicus, bewindhebber van de WIC, Staatsbewind van de Bataafse Republiek; trouwde in 1769 met Catharina Six, dochter van Jan Six III; woonde Herengracht 450, 460, in de Gouden Bocht en Herengracht 546, directeur van de Sociëteit van Suriname en één termijn (twee weken) voorzitter van de Nationale Vergadering.
            - Suzanne Catharina Bicker (1771-1797); trouwde met Robert baron Collot d'Escury
            - Jhr. mr. Henrie Bicker (1777-1834); in 1815 verheven in de Nederlandse adel en daarmee stamvader van de hierna volgende adellijke tak

        - Johanna Sara Bicker (1731-1801); trouwde in 1761 met viceadmiraal Pieter Hendrik Reijnst (1723-1791); zij waren de stamouders van de adellijke tak van de familie Reijnst
        - Jan Bernd Bicker (1733-1774) trouwde in 1758 met Catharina Boreel (1736-?), woonden 's zomers op Sperwershof

      - Margaretha Bicker (1699-1757); trouwde met Cornelis Backer, Jansz (1692-1766).  Het echtpaar is geschilderd door Johannes Vollevens

### Onder het Koninkrijk der Nederlanden
Jhr. mr. Henrie Bicker (1777-1834), koopman en bestuurder waaronder raad in de vroedschap van Amsterdam
- Jkvr. Jeanne Catherine Bicker (1799-1878); trouwde in 1820 met jhr. Josua Jacob van Winter (1788-1840), lid van de raad en wethouder van Amsterdam, in 1830 verheven in de adelstand, stamouders van het adellijke geslacht Van Winter
- Jhr. Pierre Theodore Bicker (1804-1854), koopman
  - Jhr. Frederic Louis Bicker (1835-1903), assuradeur
    - Jhr. Willem Herman Bicker (1865-1942)
      - Jhr. Frederic Louis Bicker (1900-1978)
        - Jhr. dr. Robert Elphinstone Bicker (1931-2014), geoloog
          - Jhr. Alexander Herbert Nicolaas (Alexander) Bicker (1965), vastgoedadviseur en chef de famille

    - Jhr. Pierre Herbert Bicker (1866-1945), directeur Amstelbrouwerij en Deli Batavia Maatschappij
      - Jkvr. Elisabeth Bicker (1895-1983), koper, eigenaar en bewoner van Lockhorst; trouwde in 1924 (na echtscheiding) met Charles Catharinus Pels Rijcken (1878-1955), kolonel der artillerie, telg uit het geslacht Rijcken
      - Jkvr. Wendela Bicker (1929-2006); was van 1955 tot 1966 getrouwd met mr. Sjoerd Royer (1929-2019), jurist en president van de Hoge Raad der Nederlanden
- Jhr. Pierre Herbert Bicker (1805-1861), koopman en bierbrouwer, lid gemeenteraad van Amsterdam
- Jhr. Daniel Bicker (1808-1880), wijnhandelaar
  - Jhr. Daniël Bicker (1842-1877), wijnhandelaar
    - Jhr. Edward Willem Estien Bicker (1876-1925), secretaris en burgemeester van Diemen
      - Jhr. Daniël Bicker (1901-1970), poldersecretaris en lid gemeenteraad van Diemen

## Familiewapen
Beschrijving: Gevierendeeld, I en IV in goud een rode dwarsbalk Van den Anxter, II en III in zilver drie boven elkaar geplaatste zwarte helmstokken Hekmer(s), Een halfaanziende helm, wrong zilver en rood, dekkleden rood en goud, helmteken een uitkomende gebaarde man van natuurlijke kleur op een zilveren voetstuk, gekleed in oude rode kleding, goud geknoopt en versierd en met een ouderwetse rode muts, goud versierd, houdende met de rechterhand aan de achterzijde en met de linkerhand aan de voorzijde een gouden fakkel
De familie Bicker Caarten voert vrijwel hetzelfde familiewapen gevierendeeld met het wapen van de familie Caarten. Het is echter onwaarschijnlijk dat die familie verwant is aan de Amsterdamse familie Bicker, aangezien de familie Bicker Caarten afstamt van de in circa 1585 in Engeland geboren Timothy Baker.

## Afbeeldingen

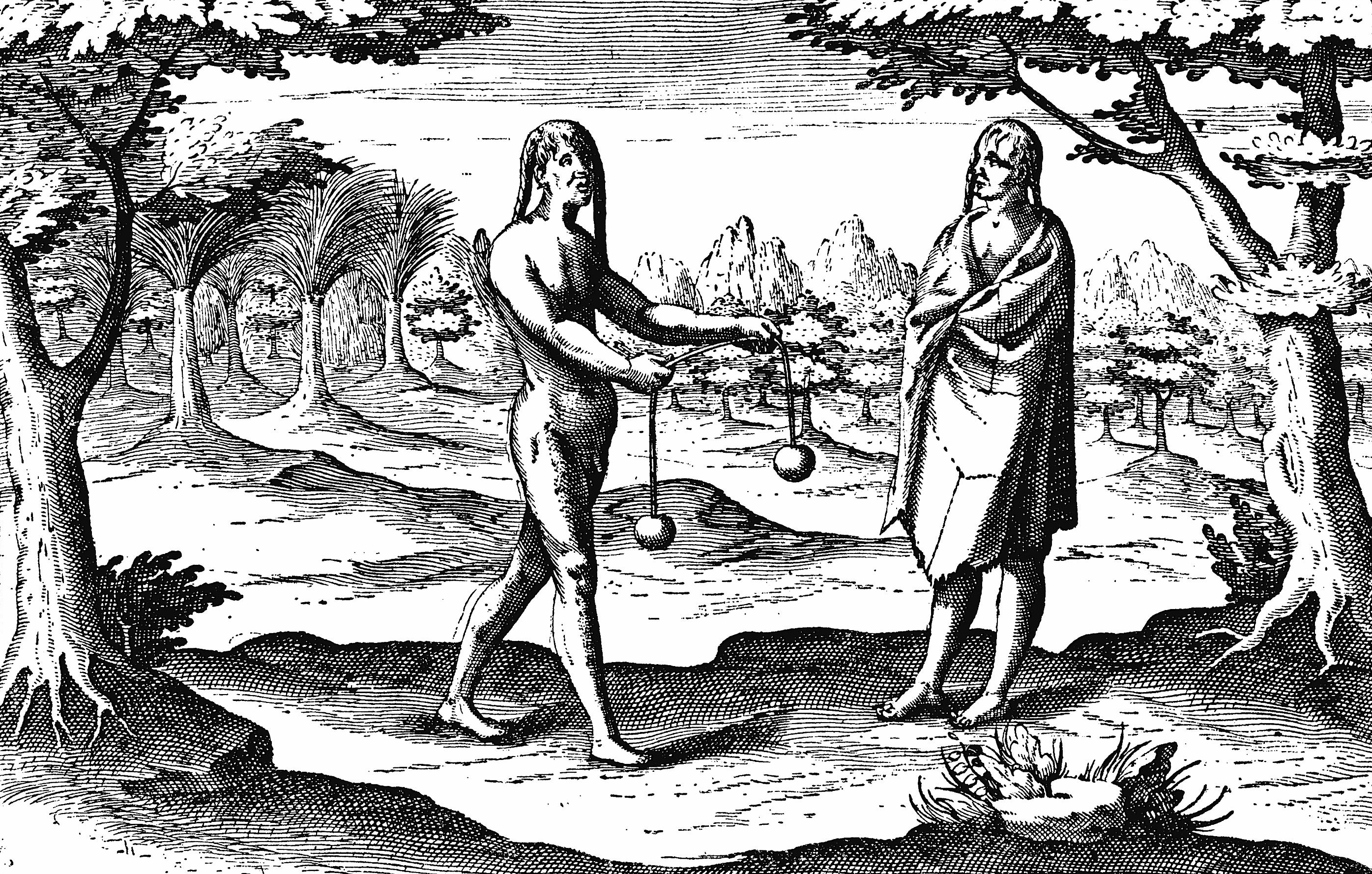
Indianen aan de Rio de la Plata, tekening uit het reisjournaal van Hendrick Ottsen
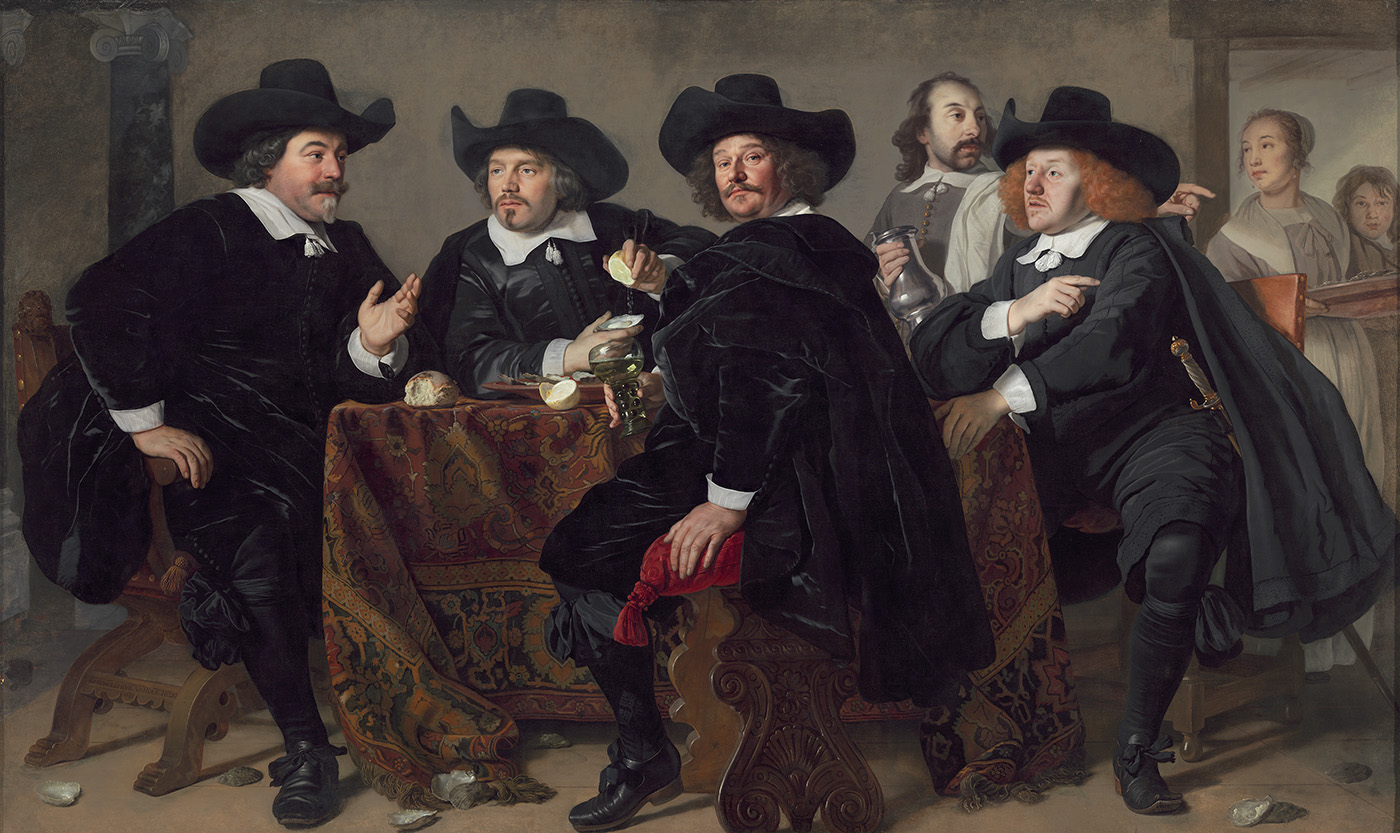
Gerard Reynst, Cornelis Jan Witsen, Roelof Bicker, en Simon van Hoorn aan de oestermaaltijd door Van der Helst.
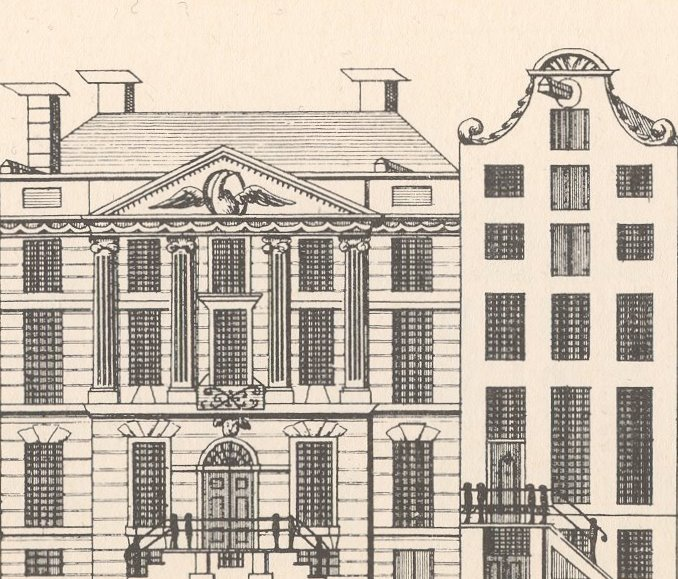
Herengracht 527 en 529; bewoond door Jan Berend Bicker (1695-1750) en Johanna Sara Pels.
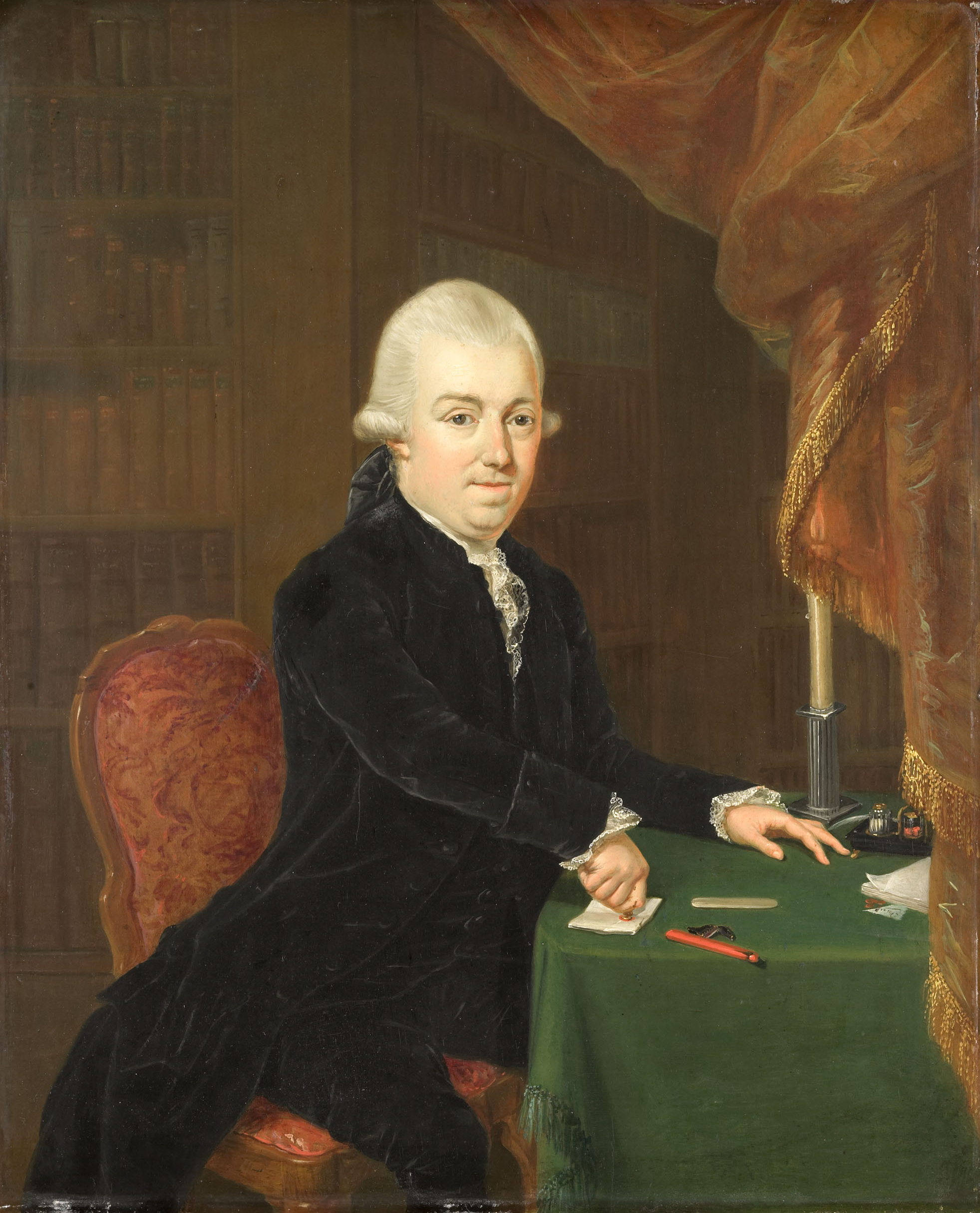
Jan Bernd Bicker in 1796